# Потье де Жевр, Луи-Леон
Луи-Леон Потье де Жевр (фр. Louis-Leon Potier de Gesvres; 28 июля 1695 — 28 декабря 1774), герцог де Трем, 4-й герцог де Жевр, пэр Франции — французский государственный и военный деятель.

## Биография
Второй сын Франсуа-Бернара Потье де Жевра, герцога де Трема, и Мари-Мадлен-Луизы-Женевьевы де Сегльер.
Первоначально титуловался маркизом де Ганделю.
Гардемарин (1713), мичман (25.09.1714), лейтенант (22.01.1716).
11 июля 1720, стал полковником Шампанского полка, затем расформированного. Кампмейстер кавалерийского полка Жевра (8.05.1725), также позднее расформированного. 16 сентября 1726, после отставки брата, стал кампмейстером его полка (позднее полк Ноэ). Командовал им в Мозельском лагере (10.07—9.08.1727).
27 апреля 1729, после женитьбы, принял титул графа де Трем.
Командовал своим полком в Самбрском лагере (1730), при осаде Келя (1733), Филиппсбурга (1734), 1 августа 1734 был произведен в бригадиры с определением в Рейнскую армию, где служил и в следующем году.
1 января 1740 произведен в лагерные маршалы, после чего оставил командование полком. 18 апреля 1741 получил наместничество в Руанском бальяже и земле Ко с губернаторством в Суассоне, Лане и Понт-Одеме.
20 июля 1741 получил назначение в армию, посланную на помощь курфюрсту Баварскому. Шел с 6-й дивизией, переправившейся через Рейн у Лаутербурга. 28 августа привел ее на австрийскую границу, оттуда в Богемию. Участвовал во взятии Праги, в битве при Сахаи, в обороне Праги и отступлении из города. Командовал 2-й дивизией, с которой в феврале 1743 вернулся во Францию.
1 апреля 1743 определен в Рейнскую армию, сражался при Деттингене и закончил кампанию в Нижнем Эльзасе под командованием маршала Ноая.
1 апреля 1744 назначен в армию короля во Фландрии, оттуда перешел в Эльзас с третьей колонной войск, направленных туда Людовиком XV, был в деле под Аугенумом 23 августа, 28-го перешел через Рейн и служил под командованием короля при осаде и взятии Фрайбурга.
1 апреля 1745 назначен в Нижнерейнскую армию принца Конти, которая в ходе кампании ничего не предпринимала. 1 мая был произведен в генерал-лейтенанты, но приказ получил только в октябре.
1 мая 1746 определен в армию принца Конти. Был при осадах Монса и Шарлеруа, затем присоединился к Фландрской армии, прикрывал с частью этой армии осаду Намюра и сражался в битве при Року. 
1 июня 1747 назначен в Итальянскую армию, был на Варском перевале, участвовал в завоевании графства Ниццы и Вильфранша, снабжении Вентимильи припасами. 1 июня 1748 определен в ту же армию, но в августе вернулся на родину, так как еще 30 апреля был заключен мир.
1 марта 1757 был назначен генеральным наместником в Оше и обосновался в Байонне. Командовал там до 1 января 1760.
После смерти брата 19 сентября 1757 стал герцогом де Тремом и пэром Франции, 22 сентября получил должности губернатора Иль-де-Франса, великого бальи Валуа, губернатора и капитана охот в Монсо. 28 июля 1758 принят в Парламенте в качестве пэра.
1 января 1773 пожалован в рыцари орденов короля.

## Семья
Жена (6.04.1729): Элеонора-Мари де Монморанси-Люксембург (1715—30.07.1755), дочь Кристиана-Луи де Монморанси-Люксембурга, принца де Тенгри, маршала Франции, и Луизы-Мадлен де Арле де Бомон.
Сын:
- Луи-Жоашен-Пари (9.05.1733—7.07.1794), герцог де Жевр. Жена (4.04.1758): Луиза-Франсуаза-Мари Дюгеклен (р. 1737), дочь Бертрана Сезара Дюгеклена, сеньора де Робери, и Маргерит дю Бос